# Borzivógio I da Boêmia

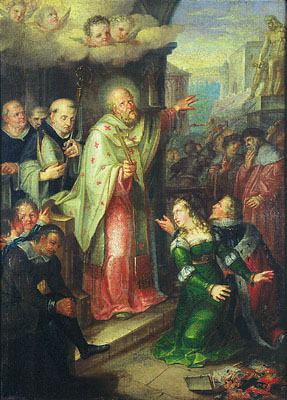
Borzivógio e sua esposa Santa Ludemila frente a São Metódio. Borzivógio foi o primeiro governante checo a converter-se ao cristianismo

Borzivógio I (em latim: Borzivogius I; em tcheco/checo: Bořivoj I; c. 852 – c. 889) foi o primeiro duque da Boêmia historicamente atestado e o progenitor da dinastia premislida. Foi sucedido por Espitigneu I.